# King Size (Band)
King Size ist eine österreichische Rockband. Sie wurde 1989 von Tom „Major Tom“ Proll gegründet und erreichte in ihrer Karriere internationale Popularität.

## Geschichte
1989 – nach dem Ende der Band Life Wire – gründete Proll mit dem Ex-Life Wire-Bassisten Chris Peter die Band King Size. Nach dem Demo-Release It’s A Dirty Job und einigen Besetzungswechseln war 1990 mit Peter Patek (Gitarre), Gordon McMichael (Bass) und Peter Wagner (Schlagzeug) die erste feste Besetzung gefunden. Chris Peter hatte mittlerweile seinen Bass mit dem Mikrofon getauscht und begeisterte auch als Frontmann. 1992 erschien die Sampler-LP Steyr schmiedet Töne, King Size steuerten das Lied Hot Stuff bei. Im selben Jahr erschien auch das Debütalbum auf CD: No Message zeigte eine Street-Rock-Band in ungezügelter Form, das Album brachte die Band sofort in die Oberliga der österreichischen Rockszene, Österreichs wichtigste Radiostation Ö3 spielte Lieder des Albums, bat die Band zu Interviews nach Wien ins Studio und die Ö3-Musikredakteure wählten Ende 1992 das Album No Message in die Liste der „10 Alben des Jahres“. Nach einer langen Tour kam es Ende 1992 zum Bruch mit dem Sänger Chris Peter. Der neue Sänger Roman Dolezal kam aus Budweis (Tschechien) und sang früher für die Band Harlem. Da eine neue Tour anstand, beschloss man, mit dem neuen Sänger die CD Timeless aufzunehmen, die mit Don’t Say Goodbye der Band gleich den ersten Nr.-1-Hit brachte. 1994 erschien Time & Message, eine Doppel-CD mit den ersten beiden Alben, die als Special Tour Edition gemacht war und nur bei Konzerten verkauft wurde. 1994 wechselte Schlagzeuger Peter Wagner zu Alkbottle. Schlagzeuger Mario Brodtrager kam. Im selben Jahr erschien die CD Here I Go Again und der Titeltrack war auch auf dem Cover Me-Sampler zu finden.
1995 war die Band ständig auf Tour und hatte keine Zeit für Studioaufnahmen. Also entschloss man sich, einige rare Lieder und Outtakes auf dem Album Rare Tracks zu veröffentlichen. Es folgten Jahre des Tourens, Besetzungswechsel (Mario Brodtrager wechselte erst zu Kingdom Come und später von dort zu den Berlinern Skew Siskin) und erst 1997 war die Band wieder auf drei Samplern mit neuen Liedern zu finden. 1998 steuerte man ebenfalls für drei weitere Sampler Lieder bei und 1999 veröffentlichte die Band das Album Greatest & Latest mit dem Chartstürmer Show Me The Way. Im selben Jahr war die Band noch auf einem weiteren Sampler zu finden, das Live-Album Live Stuff 101258 wurde veröffentlicht und als man auf einem Flohmarkt das Bootleg King Size – Live In Minsk fand, wurde der illegale Livemitschnitt selbst veröffentlicht. Roman Dolezal verließ die Band und übersiedelte nach Boston (USA). „Reverend“ Klaus Niederhuber ersetzte ihn. Das Jahr 2000 begann mit drei Sampler-Beiträgen, bevor im August das Album Around and Around veröffentlicht wurde. Auf diesem Album sind die Chartbusters Machinery, Change Your Mind, Could This Be Love und Second Skin zu finden. Das Lied Second Skin wurde im Jahr 2001 bei der „Song Expo“ in Amsterdam mit dem Award in der Kategorie „Best European Rock Song of the Year“ ausgezeichnet. Ende des Jahres wurde die Kompilation Rare Tracks 2 veröffentlicht. 2001 folgten weltweite Konzerttouren und King Size steuerte ein Lied zum Sampler Die Besten aus dem Wilden Westen – 2001 Edition bei. Auch 2002 war die Band auf einem Sampler zu finden und 2004 kam das Live-Album Around the World auf den Markt. 2006 erschien das Album Live Archive 1: Live At Vienna und ein Jahr später das Album Live Archive 2: The Lost Tapes.
2008 war ein düsteres Jahr in der Bandgeschichte: der Sänger der Gründungsformation, Chris Peter, starb an einer Überdosis eines Drogencocktails. Seine Drogensucht war 1993 der Grund für sein Ausscheiden. Die Besetzung begann zu wackeln, Major Tom Proll entschied sich, die Band vorerst auf Eis zu legen.
Sporadische Konzerte, TV-Auftritte, Festival-Gigs etc. fanden zwar statt, aber ein neues Album war nicht in Sicht. Eine neue Besetzung probte 2010/2011 zwar die neuen Lieder, die Tom Proll geschrieben hatte, zu den Aufnahmen des geplanten Albums „Size Does Matter“ kam es aber nicht mehr. 2012 legte Tom Proll die Band erneut auf Eis, diesmal aus gesundheitlichen Gründen. Mittlerweile hatte der Gitarrist und „Mr. King Size“ vier Solo-Alben herausgebracht, auf Daydreams & Fairytales (2011) wirkten einige King-Size-Mitglieder mit.
2014 erschien zum 25-jährigen Jubiläum die Doppel-CD Dangerous Girls & Beauty Queens. Außerdem wurde ein neuer Plattenvertrag mit NRT-Records abgeschlossen.

## Diskografie (Auswahl)
- 1989: It’s a Dirty Job (Demo-Tape)
- 1989: No Message (Album, ATS Records)
- 1992: Timeless (EP, ATS Records)
- 1994: Time & Message (Kompilation aus No Message und Timeless)
- 1995: Rare Tracks
- 1999: Greatest and Latest (Best-of-Album, ATS Records)
- 1999: LiveStuff 101258
- 2000: Around and Around (Album, Buzo Records / Tomcat / Edel Musik)
- 2000: Rare Tracks 2